# China Everbright Bank
La China Everbright Bank Co., Ltd. (chinois : 中国光大银行 / pinyin : Zhōngguó guāngdà yínháng), littéralement la Banque Everbright de Chine, est une institution bancaire chinoise. Elle fait partie des douze société par actions bancaires commerciales en Chine. Elle a été établie en août 1992 et a été approuvée par le conseil d'État et la Banque populaire de Chine.

## Description

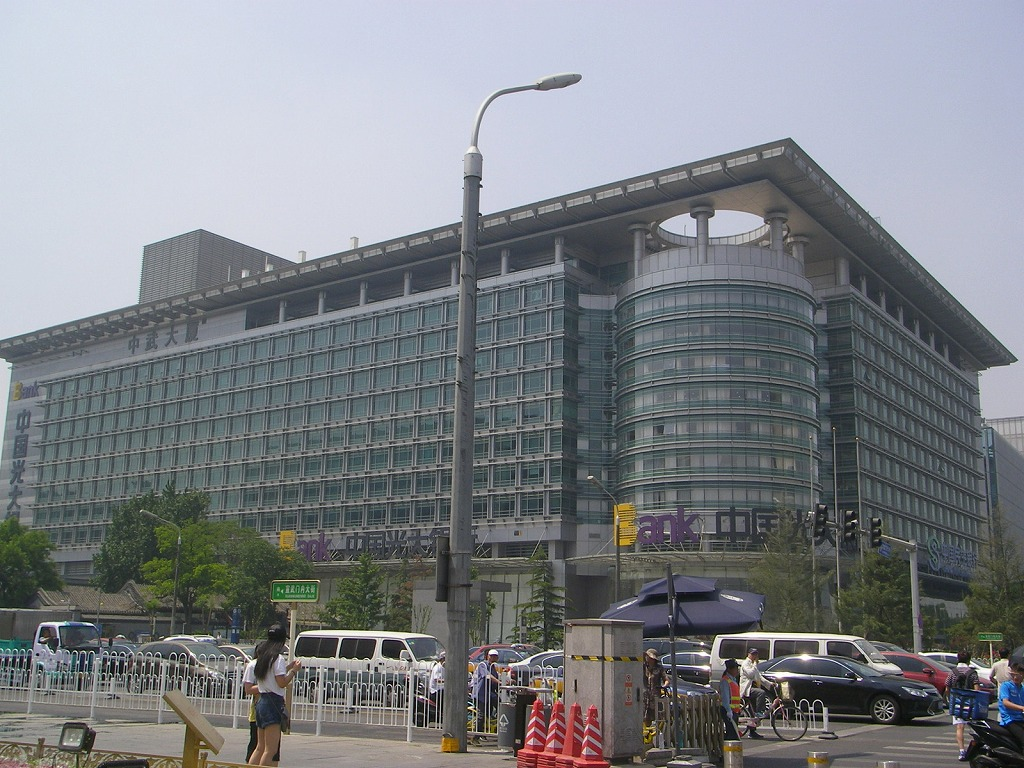
Édifice de la China Everbright Bank à Pékin, sur la rue financière.

La banque Everbright appartient à la China Everbright Group (en) à 27.97 %, tandis que Central Huijin Investment avait 21.96 % de ses parts. Les deux sociétés assurent la direction de l'entreprise, puisqu'ils ont nommé le directeur et plusieurs membres du conseil d'administration de la banque. Le troisième actionnaire principale est la China Investment Corporation, supervisée par le conseil d'État de la Chine.
En date d'août 2016, Everbright faisait partie du Hang Seng China 50 Index (en), regroupant les trois marchés boursiers principaux de la Chine, en plus de faire partie du FTSE China A50 Index (en),. Elle fait aussi partie des SSE 50 Index (en) et CSI 300 entre autres. En 2021, l'entreprise se classait au 162e rang sur le Forbes Global 2000, tandis que sa société sœur Everbright Environment (en) se classait au 1433e rang.

## Histoire
En 2013, des documents déclassifiés semblaient montrer que le président d'alors d'Everbright Group, Tang Shuangning, avaient pu conclure des transactions frauduleuses avec JPMorgan Chase, après que son fils ait été engagé par la firme américaine et que les échanges entre les deux compagnies aient augmenté.
Everbright ouvre en avril 2016 sa première succursale en Corée du Sud, à Séoul, à la suite d'une nouvelle stratégie lancée en 2015. La branche de Séoul débute les opérations d'investissements bancaires en 2018, après l'approbation du gouvernement sud-coréen,. En février 2019, la société ouvre sa première succursale en Australie, dans le quartier Barangaroo de Sydney. Le 7 mai 2021, la branche australienne conclut une première entente en dollars australiens.